# 아인산 에스터

P의 고립전자쌍을 보여주는 아인산 에스터의 일반적인 구조

아인산 에스터(영어: phosphite ester)는 화학에서 일반적으로 화학식이 P(OR)3인 유기 인 화합물을 지칭한다. 유기아인산(영어: organophosphite)이라고도 한다. 이들은 관찰되지 않는 호변이성질체 아인산 H3PO3의 에스터로 간주될 수 있으며, 가장 단순한 예는 아인산 트라이메틸(P(OCH3)3)이다. 일부 아인산염은 아인산의 지배적인 호변이성질체(HP(O)(OH)2)의 에스터로 간주될 수 있다. 가장 단순한 아인산 에스터는 화학식이 HP(O)(OCH3)2인 다이메틸포스파이트이다. 이들 두 가지 아인산염은 일반적으로 무색의 액체이다.

## 합성
PCl3으로부터
아인산 에스터는 일반적으로 삼염화 인을 알코올로 처리하여 제조된다. 합성의 세부 사항에 따라 이 알코올 분해 다이유기포스파이트()를 생성할 수 있다.
PCl3 + 3 C2H5OH → (C2H5O)2P(O)H + 2 HCl + C2H5Cl
대안적으로 알코올 분해가 양성자 수용체의 존재 하에 수행될 때 C3-대칭 트라이알콕시 유도체를 얻을 수 있다.
PCl3 + 3 C2H5OH + 3 R3N → (C2H5O)3P + 3 R3NHCl
두 가지 유형의 아인산염에 대해 수 많은 유도체가 제조되었다.
에스터교환반응에 의해
아인산 에스터는 다른 알코올과 함께 가열할 때 알코올 교환을 거치기 때문에 에스터교환반응으로 제조할 수도 있다. 이 과정은 가역적이며 혼합 알킬 아인산염을 생산하는 데 사용할 수 있다. 대안적으로 아인산 트라이메틸과 같은 휘발성 알코올의 아인산염이 사용되는 경우, 부산물(메탄올)은 증류에 의해 제거되어 반응이 완료되도록 할 수 있다.

## 트리스(유기)포스파이트의 반응 및 활용

### 반응

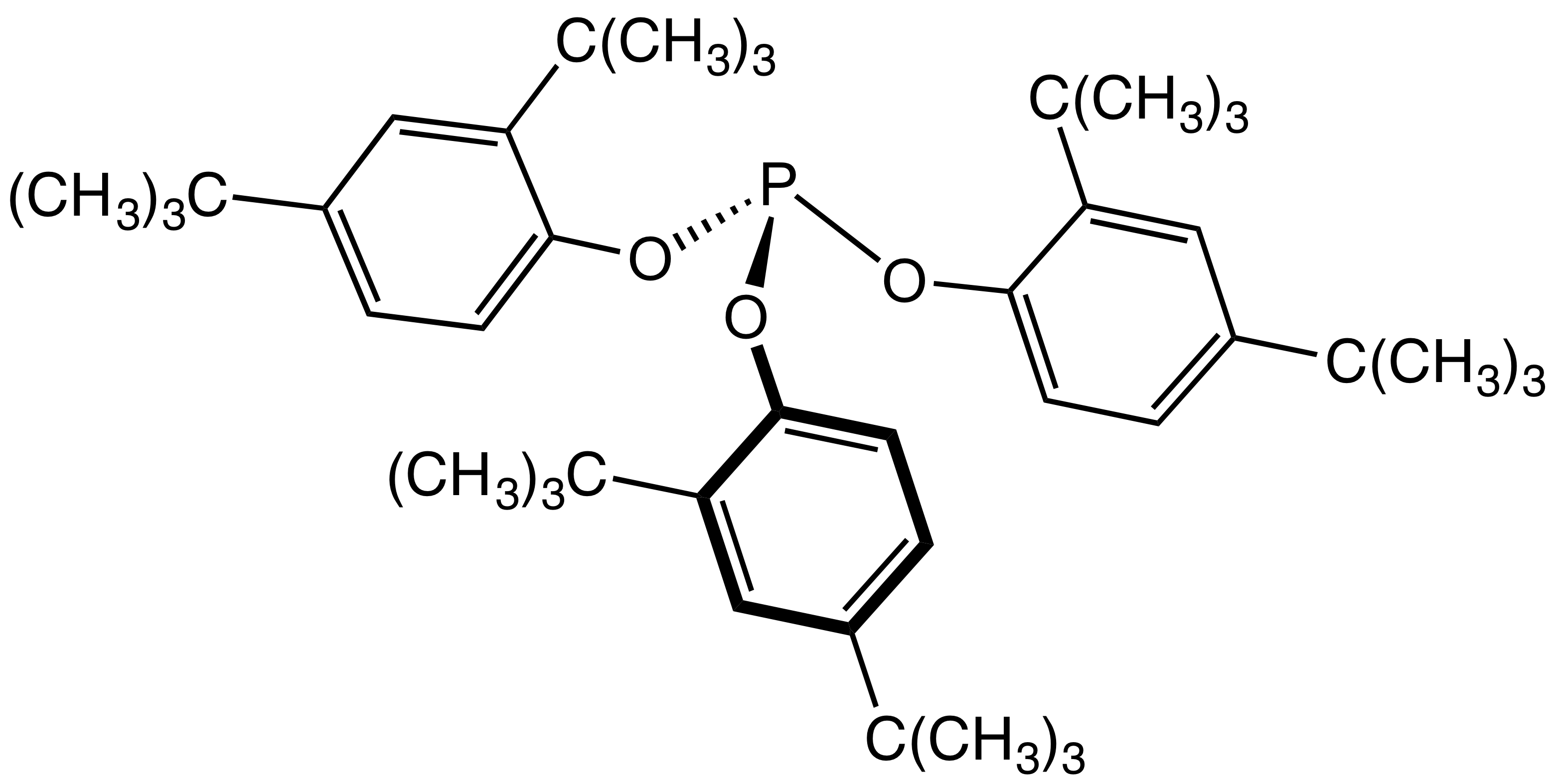
트리스(2,4-다이-터트-뷰틸페닐)포스파이트, 중합체에서 널리 사용되는 안정제

아인산염은 다음과 같이 인산 에스터로 산화된다.
P(OR)3 + [O] → OP(OR)3
이 반응은 중합체에서 안정제로 일부 아인산 에스터의 상업적 사용을 뒷받침한다.
알킬 아인산 에스터는 바이닐 포스포네이트의 형성을 위한 퍼코우 반응과 포스폰산 형성을 위한 미카엘리스-아부조프 반응에 사용된다. 아릴 아인산 에스터는 이러한 반응을 겪지 않을 수 있으므로 일반적으로 PVC와 같은 할로젠 함유 중합체에서 안정제로 사용된다.

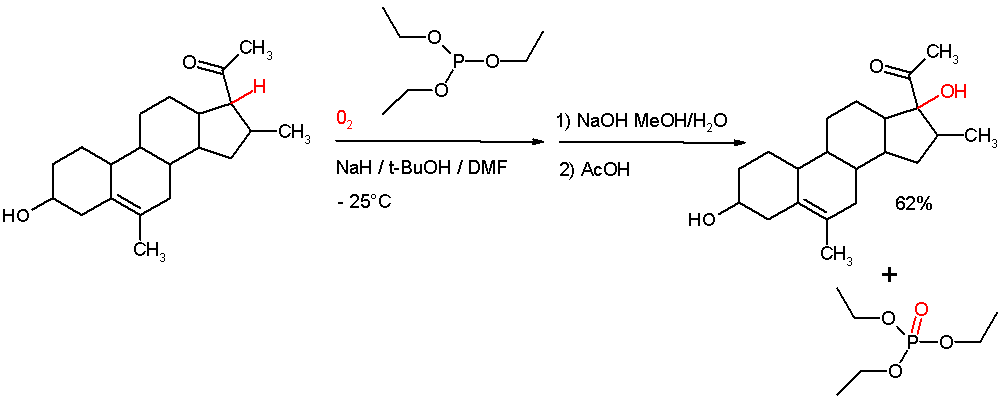
케토 스테로이드를 산소와 함께 하이드로퍼옥사이드로 자동산화(도시되지는 않음) 시킨 후 트라이에틸 포스파이트를 사용하여 알코올로 환원시킨다.

보다 특수한 경우에는 아인산 에스터를 환원제로 사용할 수 있다. 예를 들어 아인산 트라이에틸은 특정 하이드로과산화물을 자동 산화에 의해 형성되는 알코올로 환원시키는 것으로 알려져 있다. 이 과정에서 아인산염은 인산 에스터로 전환된다. 이 반응 유형은 벤더 택솔 전합성에도 활용된다.

### 균질 촉매
아인산 에스터는 루이스 염기이므로 다양한 금속 이온과 배위 착물을 형성할 수 있다. 대표적인 아인산염 리간드로는 아인산 트라이메틸((MeO)3P), 아인산 트라이에틸((EtO)3P), 아인산 트라이메틸롤프로페인 및 아인산 트라이페닐((PhO)3P) 등이 있다. 아인산염은 구조적으로 관련된 포스핀 리간드 계열보다 더 작은 리간드 원뿔각을 나타낸다. 아인산염 리간드는 하이드로폼일화 및 하이드로사이안화를 위한 산업용 촉매의 구성 요소이다.

바이페포스는 균질 촉매에 사용되는 대표적인 다이포스파이트 리간드이다.

## HP(O)(OR)2의 화학

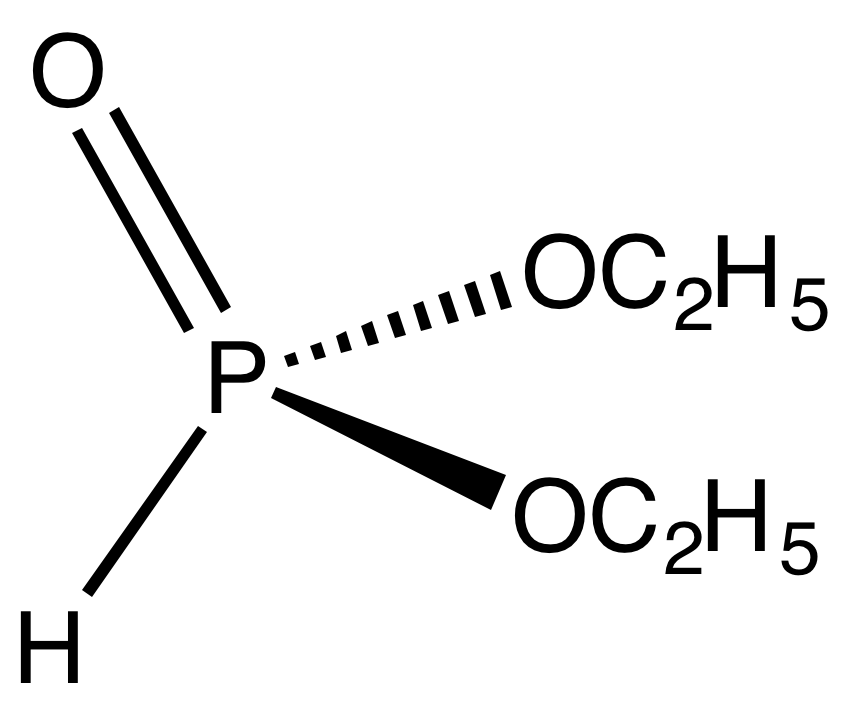
다이유기포스파이트의 구조

다이유기포스파이트는 인(III)의 유도체이며 아인산의 다이에스터로 볼 수 있다. 이들은 호변이성질화되지만 다음과 같이 평형은 압도적으로 오른쪽 형태(포스포네이트와 유사)를 선호한다.
(RO)2POH ⇌ (RO)2P(O)H
P-H 결합은 이러한 화합물(예: 애서턴-토드 반응에서의 예)에서 반응성이 높은 부위인 반면, 트라이유기포스파이트에서는 인의 고립전자쌍이 반응성이 높은 부위이다. 그러나 다이유기포스파이트는 에스터교환반응을 겪는다.

## 같이 보기
- 아포스핀산염 – P(OR)R2
- 아포스폰산염 – P(OR)2R
- 오쏘에스터 – CH(OR)3
- 붕산 에스터 – B(OR)3